# Иршлан
Иршлан (фр. Hirschland) — коммуна на северо-востоке Франции в регионе Гранд-Эст (бывший Эльзас — Шампань — Арденны — Лотарингия), департамент Нижний Рейн, округ Саверн, кантон Ингвиллер. До марта 2015 года коммуна административно входила в состав упразднённого кантона Дрюлинген (округ Саверн).
Площадь коммуны — 10,73 км², население — 313 человек (2006) с тенденцией к стабилизации: 331 человек (2013), плотность населения — 30,9 чел/км².

## Население
Население коммуны в 2011 году составляло 333 человека, в 2012 году — 332 человека, а в 2013-м — 331 человек.
| 1962 | 1968 | 1975 | 1982 | 1990 | 1999 | 2006 | 2008 | 2011 | 2012 | 2013 |
| ---- | ---- | ---- | ---- | ---- | ---- | ---- | ---- | ---- | ---- | ---- |
| 373  | 332  | 329  | 284  | 286  | 340  | 313  | 325  | 333  | 332  | 331  |

Динамика населения:

## Экономика
В 2010 году из 224 человек трудоспособного возраста (от 15 до 64 лет) 168 были экономически активными, 56 — неактивными (показатель активности 75,0 %, в 1999 году — 64,4 %). Из 168 активных трудоспособных жителей работали 148 человек (79 мужчин и 69 женщин), 20 числились безработными (8 мужчин и 12 женщин). Среди 56 трудоспособных неактивных граждан 18 были учениками либо студентами, 17 — пенсионерами, а ещё 21 — были неактивны в силу других причин.

## Достопримечательности (фотогалерея)

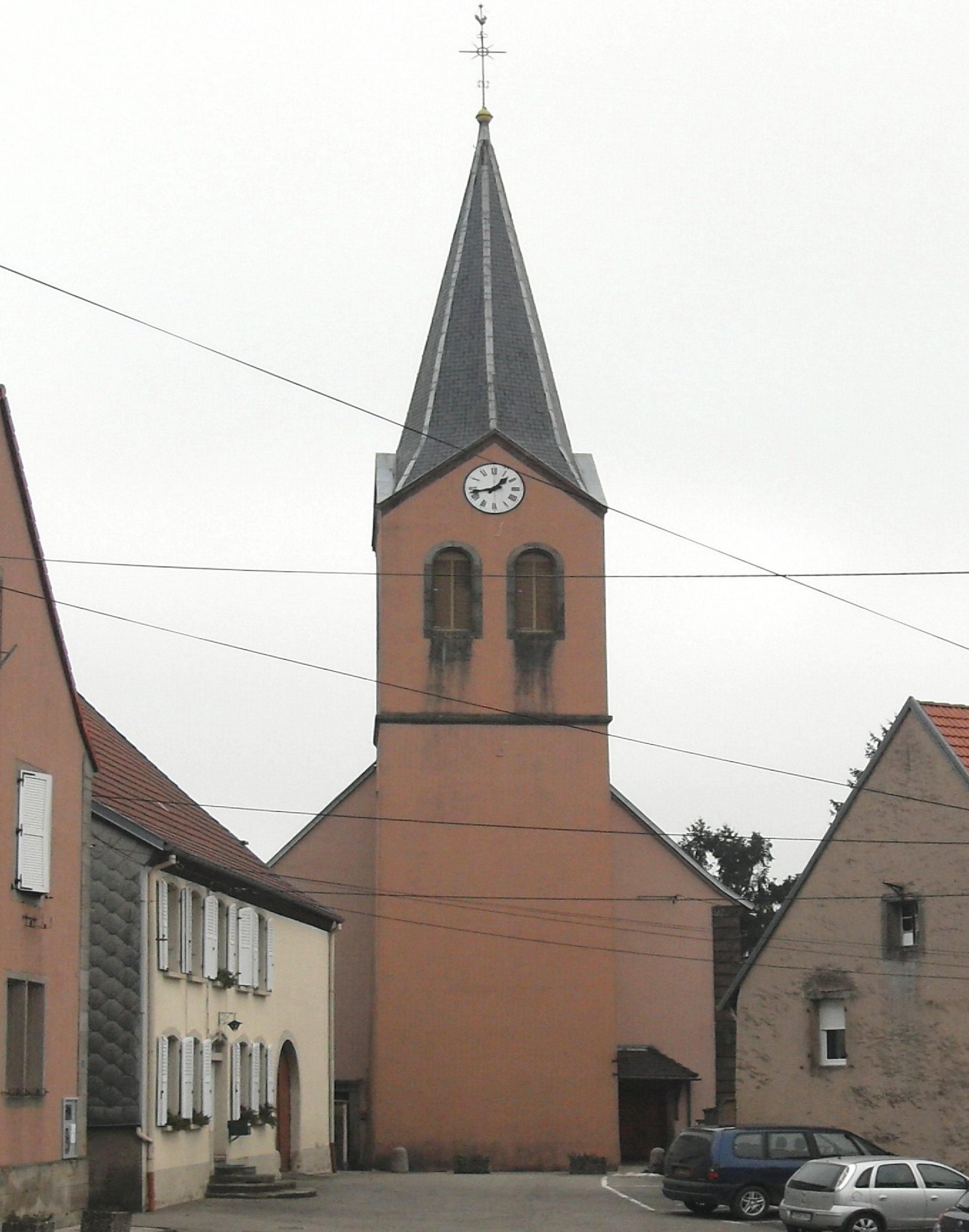
Церковь